# Понсе Хиральдо де Кабрера
Понсе Хиральдо де Кабрера, известный также как Понс Герау (Грау) (исп. Ponce Giraldo de Cabrera; + 1162) — виконт Ажера и Жироны (1132—1145), каталонский дворянин, придворный и военачальник в королевствах Леон и Кастилия.
Понсе прибыл в Леон в сопровождении Беренгелы, дочери Рамона Беренгера III, графа Барселоны, когда она вышла замуж за короля Леона и Кастилии Альфонсо VII в Сальданье в ноябре 1127 года. Сразу после прибытия Понсе занял положение некоторое значение в королевстве. К 1143 году он имел титул графа (лат. comes), высший ранг леонской знати. К 1145 году он был назначен королевским майордомом, высшим должностным лицом в королевстве.

## Ранняя карьера (1126—1140)

### Каталонское происхождение
Понсе был сыном Герау II де Кабрера, 1-го виконта Ажера и Жироны, и, таким образом, правнуком Арнау Мира де Тоста. Его матерью была вторая жена Геро, Эльвира, вероятно, дочь леонского магната Педро Ансуреса и его жены Эло Альфонсо. Понсе родился между 1098 и 1105 годами; у него было два брата, Феррер Геро и Бернат (Бернар) Геро, оба родились до 1100 года. В завещании своего отца от 1131 года он был назначен наследником большей части земель и титулов своего отца. Понсе сменил своего отца в 1132 году на посту виконта Ажера и Жироны. К 1145 году он уступил контроль над Ажером и Жироной своему сыну Герау III де Кабрере (+ 1160/1161).
На девятнадцатом году правления короля Франции Людовика VI (1126/1127) Понсе стал свидетелем того, как граф Раймонд Беренгар III из Барселоны передал опеку (baiulia) над молодым наследником виконта Баса своему сенешалю Гиллему Рамону II де Монкаде. В хартии фамилия Понсе указана как де Капрариа. Существует грамота от 25 октября 1122 года, в которой Понсе, используя титул вице-графа, присягает на верность епископу Жироны Беренгеру Далмау. Эта хартия, если она подлинная, найдена в картулярии Cartoral de Carles Many, показывает, что Понсе уже разделял управление землями Кабрера со своим отцом ещё в 1122 году.

### Создание базы власти в Королевстве Леон

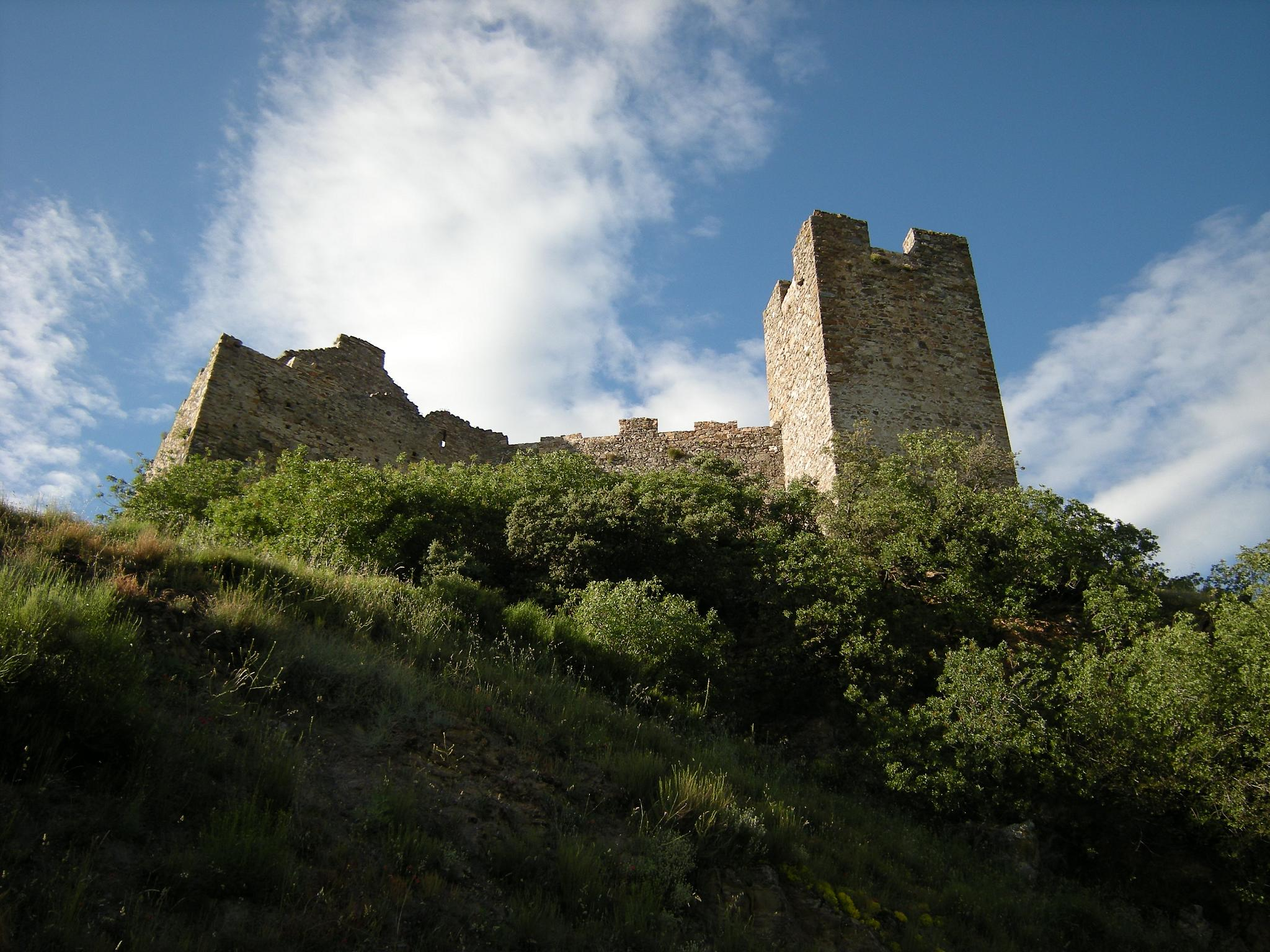
Замок Ульвер (Корнатель), первый феод Понсе в Леоне.

Первым свидетельством присутствия Понсе в королевстве Леон является пункт о датировке частной хартии от 27 октября 1128 года, в которой говорится, что она была составлена, когда «Понсе Хиральдо и его мерино Пелайо Пелаэс [правили] замком Ульвер», то есть современным Корнателем на южной окраине Бьерсо. Эта хартия сохранилась в картулярии монастыря Сан-Педро-де-Монтес, где Понсе, кажется, пользовался большим уважением — более поздняя хартия называет его «самым благородным графом Понсе». Ульвер был занят могущественным магнатом Рамиро Фройласом ещё в мае того же года, а к июлю 1133 года он снова оказался в его руках. Вполне возможно, что он был возвращен ему гораздо раньше и правление Понсе было очень коротким. Конечно, только по приказу Альфонсо VI важный замок в районе одного из самых могущественных людей в королевстве мог быть подарен такому относительному новичку, как Понсе. Позже Понсе приобрел земли в районе Санабрия, к югу от Бьерсо и через Сьерра-де-ла-Кабрера, где хартии, сохранившиеся в картулярии Сан-Мартин-де-Кастанеда, записывают два обмена недвижимостью, которые он совершил в 1132 и 1135 годах.
Некоторое время назад Понсе купил землю в Ковело (ныне Кубело-де-Санабриа) у некоего Педро Бельидо. 31 марта 1132 года он продал ту же землю Гарсии Пересу и его жене Веласките за нагрудник, мула и тридцать рулонов полотна. В августе 1135 года он добавил земли «на территории Сенабрии» у реки Тера к той же паре за мула стоимостью пятьдесят морабетино и лошадь стоимостью восемьдесят . Оба этих пожертвования указывают на то, что в то время «Понсе [был] правителем Сенабрии». Его контроль над Сенабрией и окружающей территорией длился незадолго до его смерти.
Примерно в то же время, с 1129 по 1138 год, Понсе Хиральдо де Кабрера также проник в соседние районы Ла-Кабрера и Моралес, которые ранее находились под властью Рамиро Фройласа. Позже Понсе тесно сотрудничал с Рамиро в нескольких военных кампаниях. Эти двое даже разделили владение Асторгой в 1154 году и, вероятно, несколько позже Вильяфранка-дель-Бьерсо. Аренда, известная в современных источниках как prestimonium, feudum, honor или tenencia, представляла собой часть коронной земли, переданную в феодальное владение дворянину, воздавшему за это дань уважения (hominium) королю. Арендатору (tenente) было поручено набирать войска из своей аренды в военное время, а также собирать налоги и отправлять правосудие в мирное время. В малонаселенных районах арендатор должен был поощрять заселение своей земли. Аренда не передавалась по наследству и сильно различалась по размеру. Тененсия, которой владеет Понсе, «отображает явно военный аспект», находясь в основном на южной или западной границе.

### Отношения с королевским двором
Хотя Понсе в начале своей карьеры пользовался королевским покровительством, поначалу он был «довольно второстепенной фигурой… одним из большого числа второстепенных леонских дворян, которым не хватало богатства и политического влияния великих магнатов королевства» . В течение первой половины правления Альфонсо VII Понсе редко посещал curia regis (королевский двор), где знатные посетители «должны были консультировать монарха в повседневных делах правительства» . Первое упоминание о Понсе при дворе датируется 25 марта 1129 года, когда двор находился в Паленсии, а король предоставил дар архиепископии Сантьяго-де-Компостела, свидетелем которого среди прочих был Понсе. Хотя он все ещё был при дворе или снова был 8 июля, это был последний раз перед 23 марта 1131 года, из-за чего он отсутствовал почти три года. В течение десятилетия 1130-х годов его посещение двора было спорадическим, отмеченным ещё одним трехлетним отсутствием (28 мая 1132 года — 29 мая 1135 года) и одним из двух лет (2 октября 1136 года — 14 сентября 1138 года). В 1135 или 1136 году он снова был в Каталонии, подписав conventientia со своим сюзереном и родственником, графом Эрменголом VI Урхельским.
Причины такого длительного отсутствия сегодня невозможно установить с уверенностью, но вероятны по крайней мере четыре возможности: плохое здоровье, необходимость посетить свои каталонские территории, требования военных кампаний в других местах или потеря королевской милости. В 1139 году Понсе принял участие в успешной осаде Орехи, где Альфонсо VII Император отвоевал город у мусульман. 22 февраля 1140 года Понсе был в Каррион-де-лос-Кондес, чтобы засвидетельствовать договор между Альфонсо VII и Раймондом Беренгаром IV, графом Барселонским, который сохранился в Liber feudorum maior. В следующем году (1141) Понсе присоединился к карательной экспедиции короля Леона и Кастилии Альфонсо выступил против его двоюродного брата Афонсу Энрикеша, который провозгласил себя королем Португалии в нарушение договора, который он подписал с Альфонсо. Его присутствие в Португалии засвидетельствовано в Chronicon Lusitanum, в котором сообщается, что он был взят в плен в битве при Вальдевесе, и в хартии, данной Альфонсо в Сантьяго-де-Компостела 23 сентября 1141 года . Возможно, что каталонец сражался с отличие в этих двух войнах в Андалусии и Португалии, так как вскоре после этого он стал видной фигурой при дворе. Как арендатор (tenente) короны, он должен был собрать контингент рыцарей (milites) и пехоты (pedites) для походов. Осенью 1142 года отношения Понсе с корлевским двором навсегда изменились. Он подтвердил 376 из 543 хартий, изданных Альфонсо VII после этой даты, что сделало его самым постоянным посетителем двора среди графов королевства.

## Принц империи (1140—1157)

### Принц Саморы

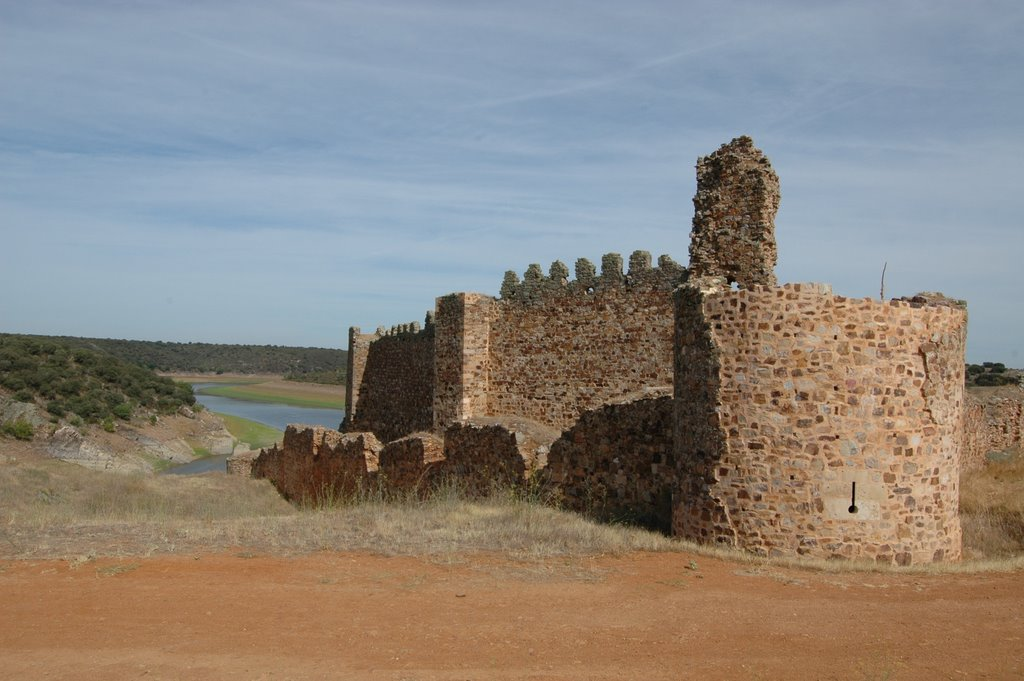
Руины замка Кастроторафе

Существует сомнительная грамота от 12 февраля 1140 года, в которой Понсе Хиральдо де Кабрера упоминается как сеньор Кастроторафе и Саморы. Первый он иначе не записан как правящий; последним он, как известно, правил с 6 июня 1142 года по 6 ноября 1159 года . Существует более ранняя хартия, датированная 5 апреля 1142 года, в которой Понсе упоминается как «Понсе, граф в Саморе» (Poncius comite in Zamora), но использование комитального титула является анахронизмом, поскольку нет никаких других доказательств того, что он носил его до июня. Существует более амбициозная подделка в предполагаемом fuero Castrotrafe от 2 февраля 1129 года, в котором Понсе упоминается как «правящий Саморой» (mandante Çamora) более чем за десять лет до того, как он, как известно, это сделал . Других свидетельств того, что Понсе владел Кастроторафе, нет, но известно, что он имел тесные контакты с городом.
Самая ранняя четкая и недвусмысленная ссылка на Понсе, правившего Саморой и её районом, содержится в списке подтверждений (confirmantes) дара Альфонсо деревни Фрадехас епархии Самора 6 июня 1142 года. Этот документ, в котором Понсе упоминается как «в этом время принца Саморы» (princeps eo tempore Cemore), был составлен в то время, когда Альфонсо осаждал Корию, и указывает, что Понсе участвовал в той кампании . Замора ранее принадлежала Осорио Мартинесу, брату Родриго Мартинеса, который погиб при более ранней осаде Кориа в 1138 году. Примерно во время второй опалы Осорио отдалился от императора, и его владения, ранее принадлежавшие Родриго, были конфискованы. Понсе выиграл от его падения, поскольку не только Самора, но и Мельгар-де Абахо в Тьерра-де-Кампос и Мальграт (современный Бенавенте) между Саморой и Леоном были переданы из владения ему не позднее 27 апреля 1146 года и 7 февраля 1148 года, соответственно. Понсе вскоре расширил свои владения в Тьерра-де-Кампос: к 1146 году он получил владение Вильяльпандо, а к 1151 году он получил Вильяфафилу.

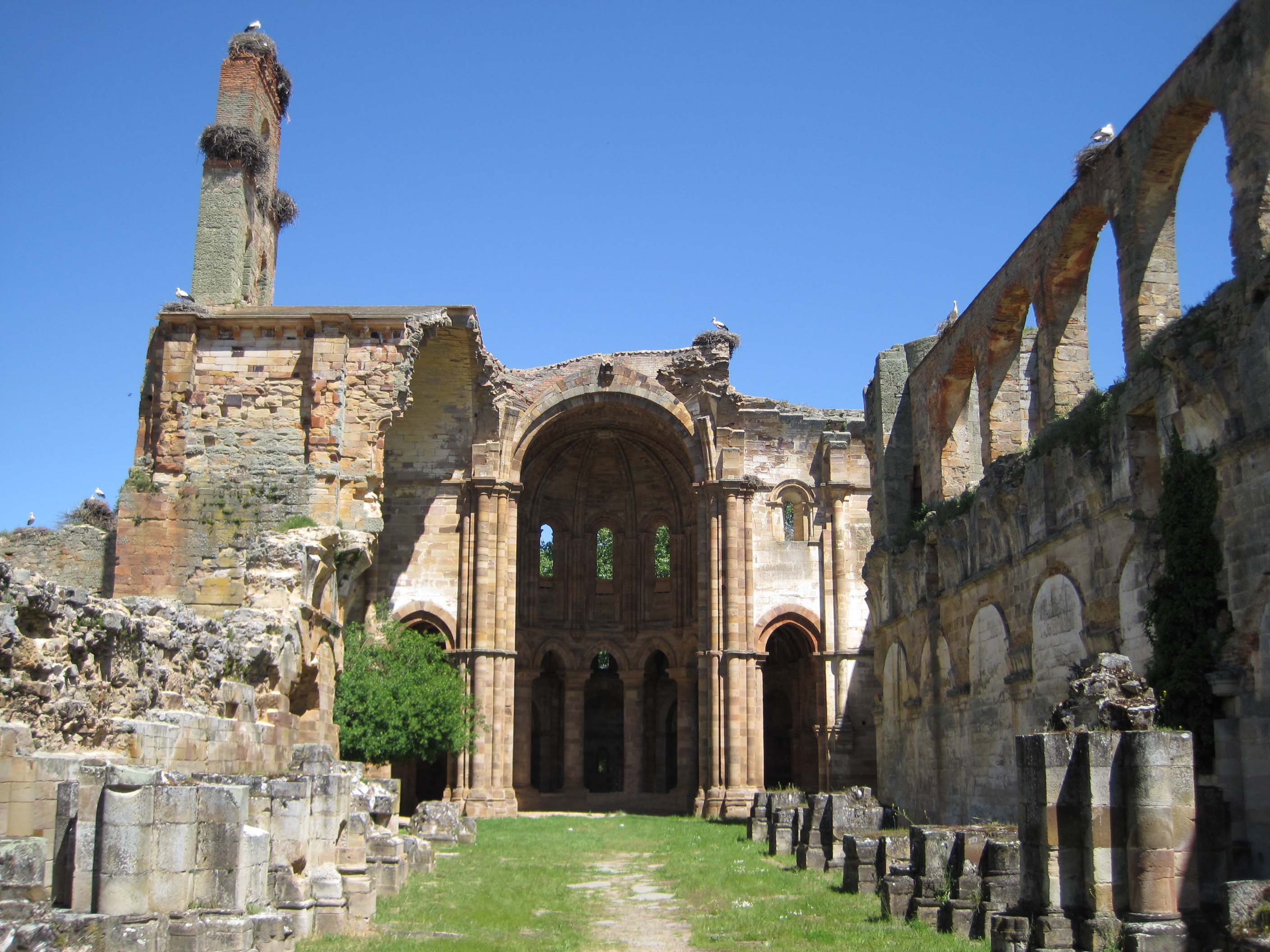
Монастырь Моруэла, основанный Понсе, к тринадцатому веку стал одним из самых богатых в Испании, хотя Понсе, похоже, мало уделял ему внимания.

Вскоре после отвоевания Кориа, но не ранее 29 июня, Понсе расстался с королевским двором и, вероятно, направился в Самору. Он был там, когда Альфонсо VII посетил его 5 октября 1143 года и с благодарностью подарил ему заброшенную деревню Моруэла-де-Фрадес, расположенную примерно в тридцати километрах к северу от Саморы. Там Понсе основал аббатство, посвященное Санта-Марии для некоторых цистерцианских монахов, вероятно, первое в своем роде в Испании. Первоначальная хартия, предоставляющая ему деревню, предусматривала, что он должен построить там монастырь и «поддерживать и сохранять» (manuteneat et conservet) его. 28 июля 1156 года, действуя от имени монахов, он заключил «договор о дружбе» (pactum amiciciarum) с горожанами Кастроторафе, и он наделил цистерцианцев большей землей, но нет никаких сведений о его покровительстве монастырю, кроме этого. Его родственникам и потомкам было предоставлено право наделить монастырь землями по всей Испании и сделать его «одним из самых богатых домов на полуострове» в тринадцатом веке.

### Граф имайордом
После визита императора в Моруэлу Понсе Хиральдо де Кабрера находился при дворе, поскольку он двинулся через королевство на восток до Нахеры, где 29 октября 1143 года Альфонсо сделал пожертвование великому аббатству Клюни. Этот документ является самым ранним сохранившимся свидетельством продвижения по службе, которое Понсе, должно быть, получил в течение предыдущих трех недель: он был возведен в ранг графа, который был тогда высшим рангом в королевстве. В хартии пожертвований Клюни он фигурирует как Понциус де Кабрериа. После этого Понсе был постоянным членом королевского двора, который из-за его широкого состава и странствующего характера, пробирающегося через все владения Альфонсо, может быть назван curia imperatoris (императорский двор). Собственное владение Понсе "огромное владение… извивалось примерно в 200 км к югу вдоль границы с Португалией от Ла-Кабреры… вниз до реки Тормес " и включало города Самора, Саламанка и Мальграт Ponce’s own «vast lordship … snaked its way some 200 km south along the border with Portugal from La Cabrera … down as far as the river Tormes» and included the cities of Zamora, Salamanca and Malgrat..
Понсе лишь изредка покидал двор на протяжении 1144 года, а в начале 1145 года он был назначен имперским майордомом (maiordomus imperatoris), самой престижной должностью в империи, вместо Диего Муньоса. За исключением короткого периода в апреле-мае 1146 года, когда он уступил пост Эрменголу VI из Ургеля, Понсе оставался майордомом вплоть до смерти Альфонсо, но из источников нельзя понять, что выжить, независимо от того, включала ли эта должность «общую ответственность за организацию королевского двора» или к середине двенадцатого века была в основном церемониальной. Об одном из редких отсутствий Понсе, Пелайо Курво занял его место в качестве майордома и утвердил императорскую грамоту (15 октября 1146 года).

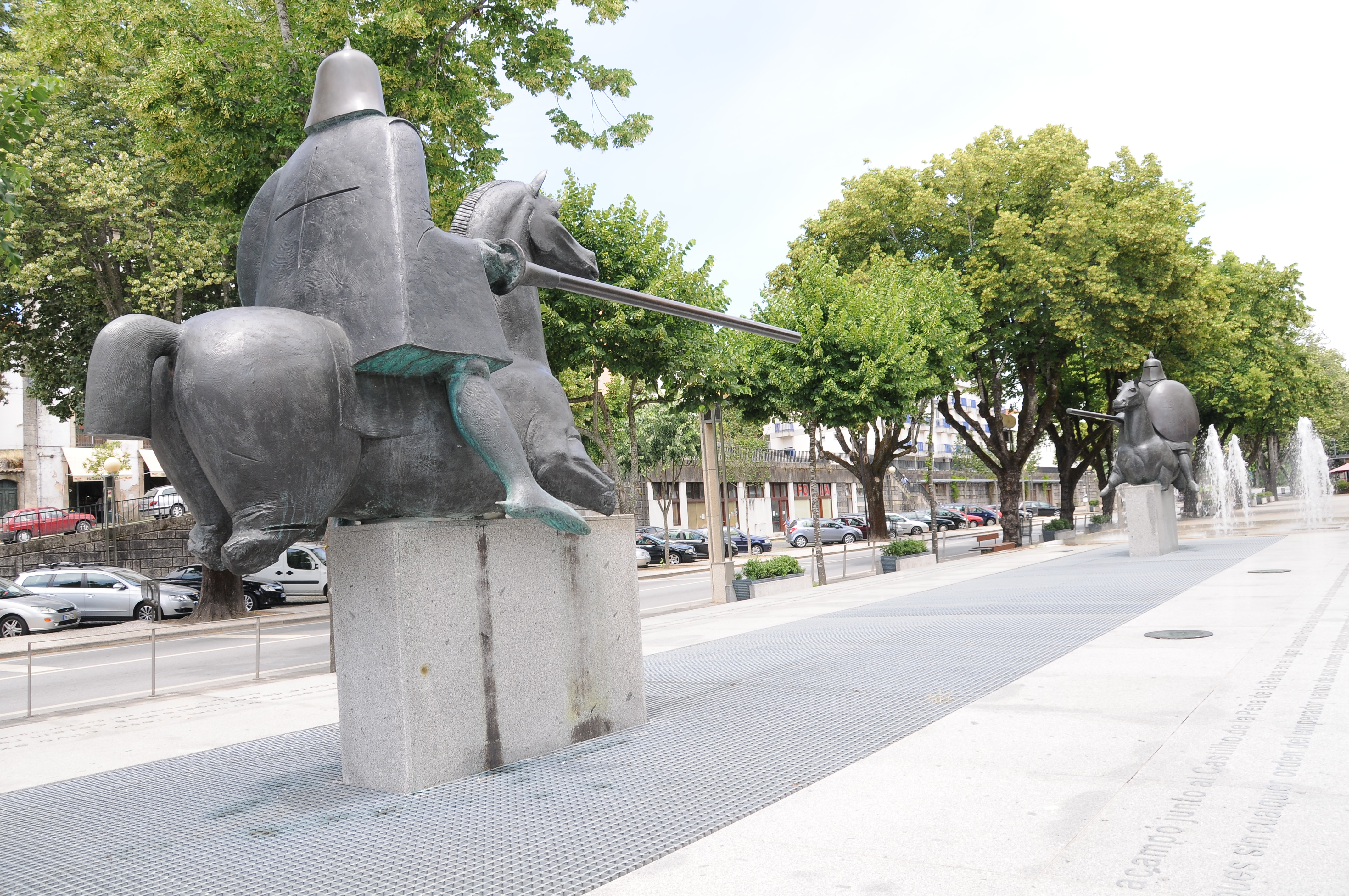
Памятник в Аркос-де-Вальдевес с изображением двух соревнующихся рыцарей. Понсе сражался при Вальдевесе, был схвачен и удерживался с целью получения выкупа.

### Военные походы
Между 1146 годом и смертью Альфонсо VII в 1157 году Понсе Хиральдо де Кабрера участвовал почти во всех военных экспедициях короля Леона и Кастилии. В апреле-мае 1146 года он был с армией, которая завоевала Кордову и совершила набег на её Мескиту. Он был свидетелем имперской хартии от 19 апреля, которая была составлена "после возвращения на земляные работы, где вышеназванный император сделал князя мавров, Авенганию своим вассалом, а некоторая часть Кордовы была разграблена с её большой мечетью. " В начале лета того же года , Понсе вместе с Манрике Пересом, Эрменголом из Ургеля и Мартином Фернандесом возглавил отряд, в результате которого был побежден и убит эмир замка Руэда Сайфа ад-Даула. Chronica Adefonsi imperatoris, в которой рассказывается об этой кампании, называет Понсе первым среди других христианских лидеров.
В январе 1147 года Понсе присутствовал при завоевании Калатравы, где он засвидетельствован девятого числа месяца. Он присутствовал с имперской армией в Баэсе как во время (18 августа), так и после (25 ноября) успешной осады Альмерии на побережье Средиземного моря, поэтому его участие несомненно. После того, как город был оккупирован, а часть передана Генуэзской республике, в соответствии с более ранним соглашением, Понсе был enfeoffed с имперской частью. Он продолжал управлять кастильской Альмерией, по крайней мере, до февраля 1154 года.
В 1150 году Понсе принял участие в имперской осаде Кордовы, а в 1151 году — в осаде Хаэна. В 1152 году он, вероятно, был с армией, напавшей на Гуадикс и Лорку, потому что, когда 5 сентября в Уклесе император «вернулся из Лорки… в том году, когда он окружил Гуадикс», Понсе был с ним.
18 ноября 1152 года король Леона и Кастилии Альфонсо VII Император наградил Понсе Хиральдо де Кабреру «моего верного вассала за хорошую и верную [военную] службу, которую [он] оказал мне в Альмерии и во многих других местах, естественно, в провинциях христиан, а также в провинциях сарацин, предоставив ему замок Альбухер (или Альбур, современный Вильяманрике-де-Тахо) на крайнем юге его владений, между Орехой, в завоевании которой Понсе участвовал в 1139 году, и Альмогерой . В 1153 году Понсе получил владение Торо на реке Дуэро в районе Саморы недалеко от границы с Португалией, важной оборонительной позиции. В этот момент его владения и личные поместья были настолько географически разнообразны, а его власть при дворе была настолько велика, что было сказано, что он „оседлал королевство, как колосс“ . В 1155 году Понсе сражался при завоевании Андухара, где его можно проследить 15 июня.

## На службе у наследников Альфонсо VII (1157—1162)

### Изгнание со двора Фердинанда II
Незадолго до смерти Альфонсо VII, возможно, зная о надвигающемся разделе его империи между его сыновьями Санчо III (1157—1158), унаследовавшим Кастилию и Толедо, и Фердинандом II (1157—1188), унаследовавшим Леон и Галисию, граф Понсе отказался от замка Альбухер в Вилламанрике, в королевство Толедо, которое также перешло к Санчо III. После смерти императора (1157 г.) и раздела королевства Понсе стал последователем Фердинанда II. Он продолжал занимать должность майордома в первый год правления Фердинанда и присутствовал на большом собрании всей высшей знати и духовенства королевства и короля Португалии 9 октября 1157 года. Понсе продолжил работу со двором после того, как он покинул Галисию, по крайней мере, до Вильяльпандо, его собственного владения, где 13 октября он подтвердил королевское пожертвование Веласко Менендесу. Это последняя запись Понсе с леонским королевским двором, прежде чем он отправился в изгнание. Он почти наверняка удалился до того, как 24 ноября был выдан следующий сохранившийся королевский диплом. Причина изгнания не ясна, но согласно Historia Gothica наваррского историка тринадцатого века Родриго Хименеса де Рады, Фердинанд II, в целом „благочестивый, милосердный и щедрый“, поверил некоторым ложным слухам о Понсе, распространялся его врагами при дворе. В ответ он конфисковал владения Понсе и некоторых других дворян, отправив их в изгнание. Ещё более поздний источник дает другую версию. Понсе был сослан по приказу мятежных граждан Саморы, которые боялись, что он накажет их за бунт, приведший к смерти старшего сына Понсе. Этот эпизод известен как Мятеж форели, и его историчность обсуждается.
12 ноября в Саагуне на границе между Леоном и Кастилией Понсе Хиральдо де Кабрера передал монастырю свои земли в Сиснеросе, Кордовилье и в месте под названием Вильяфилал, вероятно, Вильяфале. Четверо его вассалов — Родриго Перес Педро Мартинес, Диего Перес Альмадран и его майордом Мартин Диас — были свидетелями этого пожертвования и отправились в изгнание вместе с ним . Вероятно, Понсе готовился покинуть королевство и хотел защитить эти поместья от королевской власти. О его разрыве с Фердинандом свидетельствует его дипломатия: его хартия начинается так: „Я, Понсе, считаю милостью божьей“, формула, обычно используемая для обозначения суверенитета или отказа от вассалитета. Во время посещения монастыря Понсе также урегулировал спор по поводу определённого поместья в Мельгар-де-Арриба с аббатом, который также претендовал на него. После организации дел в Леоне Понсе пересек границу с Кастилией и поступил на службу к кастильскому королю Санчо III. Его владения в Сенабрии были конфискованы и переданы Менендо Брагансе, альфересу или знаменосцу короля Фердинанда.

### Служба Санчо III

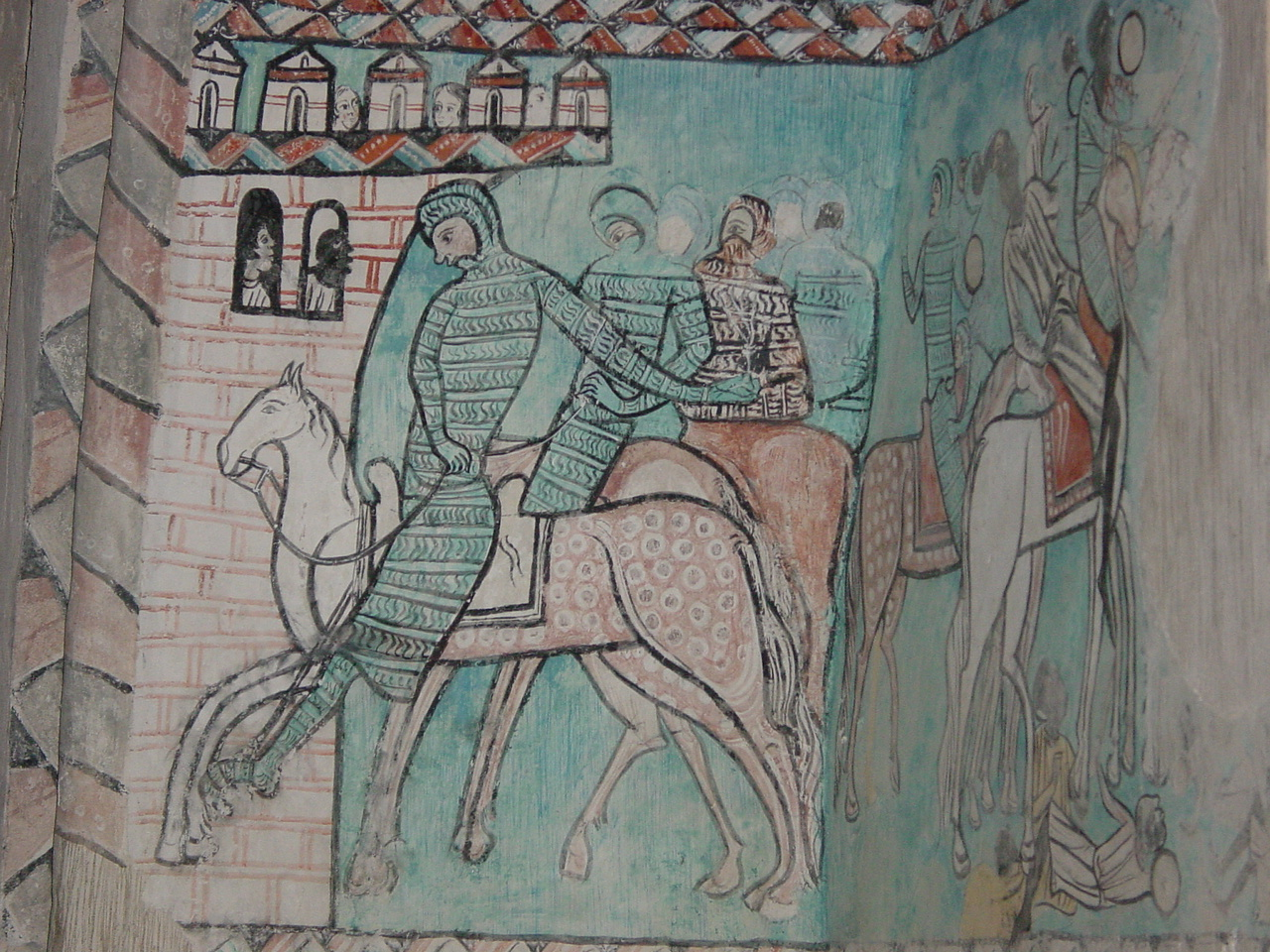
Рыцарь изображен на фреске на стене „Часовни сокровищ“ в монастыре Вальбуэна, где Понсе воссоединился с кастильским двором после победы над королем Наварры.

Сразу же после присоединения к Санчо III Понсе Хиральдо де Кабрера принялся за работу. Возглавил короткую военную кампанию против Наварры, которая привела к покорности мятежного короля Санчо VI. 25 января 1158 года кампания была завершена, и Понсе присоединился к кастильскому двору в Альмасане на Дуэро, где Санчо предоставил привилегии аббатству Санта-Мария-де-Вальбуэна и удостоверился, что его писец, составлявший хартию, отметил, что „король Санчо Наваррский [правил как] вассал сеньора-короля“.
В феврале в Серон-де-Нахима Понсе присутствовал при подписании договора между Санчо III и графом Раймондом Беренгаром IV Барселонским, также правившим Арагоном. Он продолжал находиться с королевским двором, когда он двигался через Сорию и Сеговию и к марту был в Авиле. Там он оставил его и отправился в Саагун. Где-то в этот период Понсе и другие магнаты, одновременно отправившиеся в изгнание, убедили Санчо защитить свои претензии против его брата. 13 марта в Саагуне Санча Раймундес, одна из самых влиятельных женщин королевства, пожертвовала монастырю Сантервас-де-Кампос, и Понсе был среди подписантов, наряду с Рамиро Фройласом и Осорио Мартинесом и епископами Леона и Паленсии, которые, возможно, действовали как посредники между братьями Фердинандом и Санчо.
К 30 марта король Кастилии Санчо III присоединился к Санче и Понсе в Саагуне, как раз вовремя, чтобы засвидетельствовать ещё одно её пожертвование, на этот раз церкви Сигуэнсы на мельнице в Толедо. Понсе остался позади, когда королевский двор двинулся в Бургос в начале апреля, а оттуда отправился по Пути Святого Иакова на восток в Каррион-де-лос-Кондес в начале мая. Затем кастильский король решил, наконец, уладить недовольство своих магнатов против своего брата военными действиями и двинул армию к границам Леона. Очевидно, произошла какая-то стычка, но, чтобы предотвратить дальнейшее кровопролитие, два короля встретились в Саагуне. 23 мая два короля подписали договор о „мире и истинной дружбе“. Этот договор предусматривал, что некоторые земли, отвоеванные Санчо у его брата в недавнем конфликте, должны были быть возвращены и удерживаться на верности (in fidelitate) от Фердинанда. В договоре были названы три вассала, между которыми могли быть распределены эти земли: Понсе де Минерва, Понсе де Кабрера и Осорио Мартинес. Среди перечисленных Санчо III преуспевающих в завоеванных землях, если кто-либо из вышеупомянутых трех магнатов умрет, четверо были теми же самыми вассалами Понсе де Кабреры, которые вошли в изгнание с ним в Саагуне шестью месяцами ранее . Понсе подтвердил договор на стороне Санчо III.

### Восстановление положение в Леоне
1 июля 1158 года примирившийся Понсе де Кабрера подтвердил дар Фердинанда Родриго Себастьянесу, монаху из Овьедо. 31 августа король Кастилии Санчо III умер, и новым королем Кастилии стал его трёхлетний сын Альфонсо VIII. Похоже, что примерно в это же время Понсе Хиральдо де Кабрера вернулся на леонскую службу, поскольку он получил обратно все свои конфискованные владения, включая Санабрию, и свою прежнюю должность майордома королевского двора. Его второе пребывание в должности майордома можно проследить по крайней мере с 14 июня 1159 года по 4 июля 1161 года, когда он, возможно, отказался от него из-за старости.
В начале 1161 года король Леона Фердинанд II начал переселение Сьюдад-Родриго и Ледесмы, и он передал последнюю в феодальное владение Понсе, который, в свою очередь, опять же, возможно, из-за преклонного возраста, передал его своему старшему сыну от первой жены Фернандо Понсе, который правил Ледесмой под предводительством своего отца графа».

### Выход на пенсию, смерть и наследие

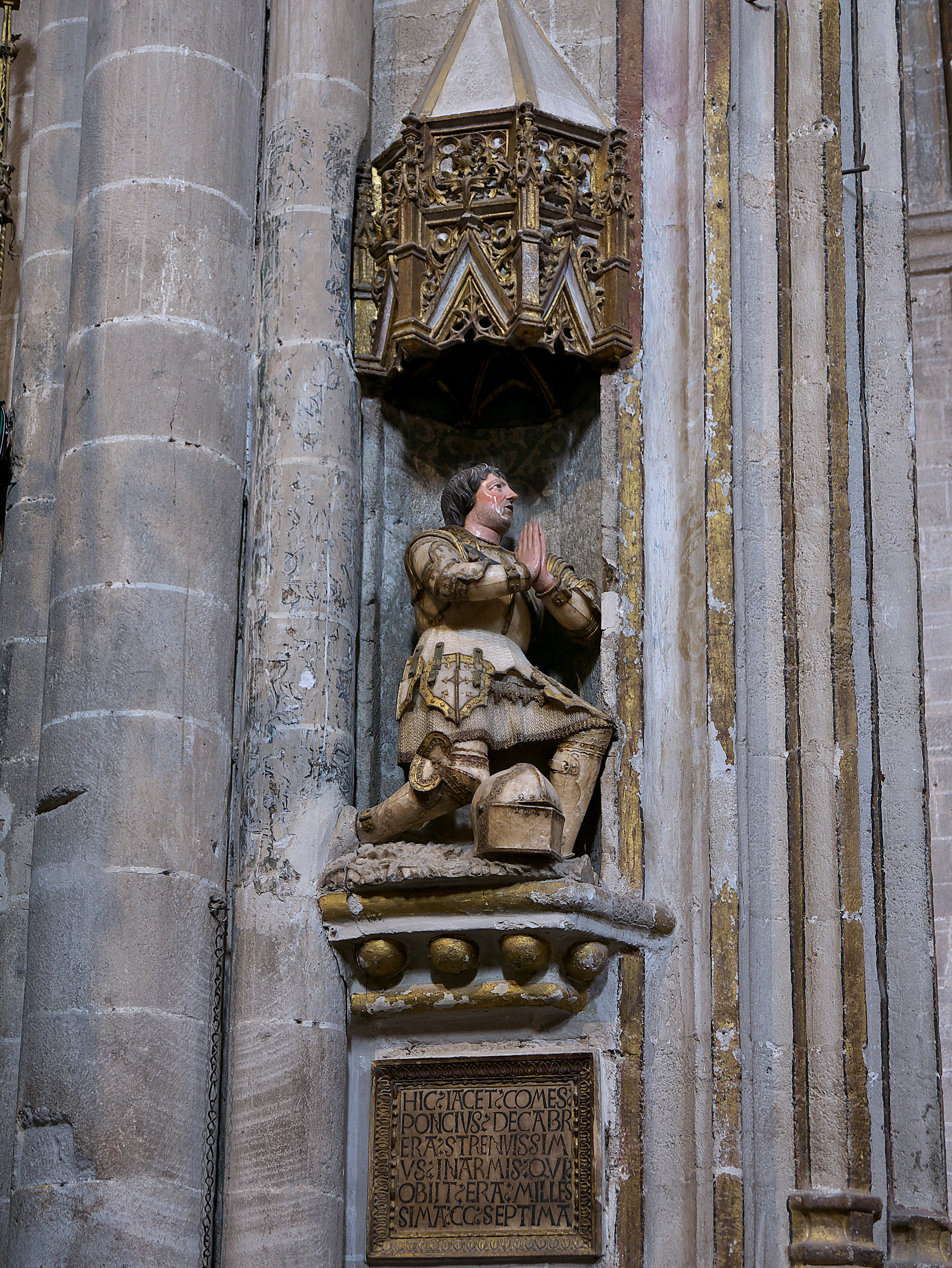
Гробница Понсе Хиральдо де Кабрера в соборе Самора

На оставшуюся часть 1161 года, возможно, из-за слабого здоровья, Понсе отказался от своей аренды и начал уходить на пенсию. Его последнее известное появление при дворе Фердинанда произошло 6 июля, хотя с тех пор и до 24 февраля 1162 года не сохранилось ни одной королевской хартии. 5 мая король Фердинанд предоставил привилегии монахам Сан-Хулиан-де-Самос, где «похоронен дон Хиральдо, мой любимый вассал, который умер на моей службе». Это был сын графа Понсе, названный в честь отца Понсе. 1 января 1162 года в Саморе сам Понсе пожертвовал аббатству Самоса определённую собственность, которой он владел в Саррии и её окрестностях «для души моего самого заветного сына Хиральдо Понсе, который покоится в этом монастыре Самоса».
Понсе Хиральдо де Кабрера скончался вскоре после своего последнего акта, своего пожертвования за душу сына, и был похоронен в соборе Саморы. В пятнадцатом веке скульптура Понсе в доспехах и в молитве была помещена в нишу в главной часовне. 25 мая 1163 года его выжившие дети сделали совместное пожертвование каноникам Саморы участка земли в Вильяррин-де-Кампос ради души своего отца. Существует, по-видимому, подлинная хартия, засвидетельствованная Понсе де Кабрера как сеньором Вильяфранка-дель-Бьерсо, датированная 13 марта 1165 года. К этой дате граф умер, и, похоже, дата в этой подлинной хартии неверна. Смерть Понсе иногда ошибочно относят к 1169 году . В центре Саморы есть улица под названием «Калле Понсе де Кабрера».

## Личная жизнь

### Браки и дети
Первой женой Понсе была Санча, возможно, по отчеству Нуньес. Это неизвестная женщина, семейные связи которой неизвестны. Она подарила Понсе двух дочерей, Беатрис и Санчу, и двух сыновей, Фернандо Эль-Майор и Герау. Его дочь Санча вышла замуж за Вела Гутьерреса. В 1145 году Понсе передал управление своими каталонскими виконтствами Герау (Хиральдо), который немедленно приступил к основанию монастыря Санта-Мария-де-Рока-Росса. В том же году его мать и жена Беренгела (Беренгария) стали свидетелями его устава. 14 июля 1145 года отец Эксавель, вероятно, один из каталонских вассалов Понсе, составил завещание, в котором его жена и дети находились под защитой Понсе. Это последнее упоминание о Понсе как о виконте Каталонии; к 20 ноября его сын был виконтом.
Второй женой Понсе была Мария Фернандес, дочь графа Фернандо Переса де Траба и Санчи Гонсалес. Они поженились до 26 марта 1142 года, когда они пожертвовали имущество в Побладура-дель-Валье монастырю Тойос-Оутос. 16 августа 1152 года в Леоне графиня Мария предоставила fuero мужчинам Кастро Гальвона. Затем эта хартия была подтверждена высокопоставленными членами королевского двора, когда они возвращались после осады Гуадикса. Высокий статус второй жены Понсе по сравнению с безвестностью его первой соответствует его собственному повышению статуса к 1142 году. Мария родила Понсе ещё одного сына, Фернандо Эль-Менор. Она пережила Понсе по крайней мере на шесть лет, и 13 января 1169 года, «задержанная продолжительной и серьёзной болезнью», она составила завещание.